# Зельцен
Зельцен (нем. Selzen) — община в Германии, в земле Рейнланд-Пфальц.
Входит в состав района Майнц-Бинген. Подчиняется управлению Нирштайн-Оппенхайм. Население составляет 1545 человек (на 31 декабря 2010 года). Занимает площадь 6,66 км².